# Dysmicoccus walkeri
Dysmicoccus walkeri är en insektsart som först beskrevs av Robert Newstead 1891.  Dysmicoccus walkeri ingår i släktet Dysmicoccus och familjen ullsköldlöss. Arten är reproducerande i Sverige. Inga underarter finns listade i Catalogue of Life.